# Winnifred Quick
Winnifred Vera Quick Van Tongerloo (23 de enero de 1904 - 4 de julio de 2002) fue una de las últimas cuatro sobrevivientes del hundimiento del RMS Titanic en fallecer.

## Primeros años

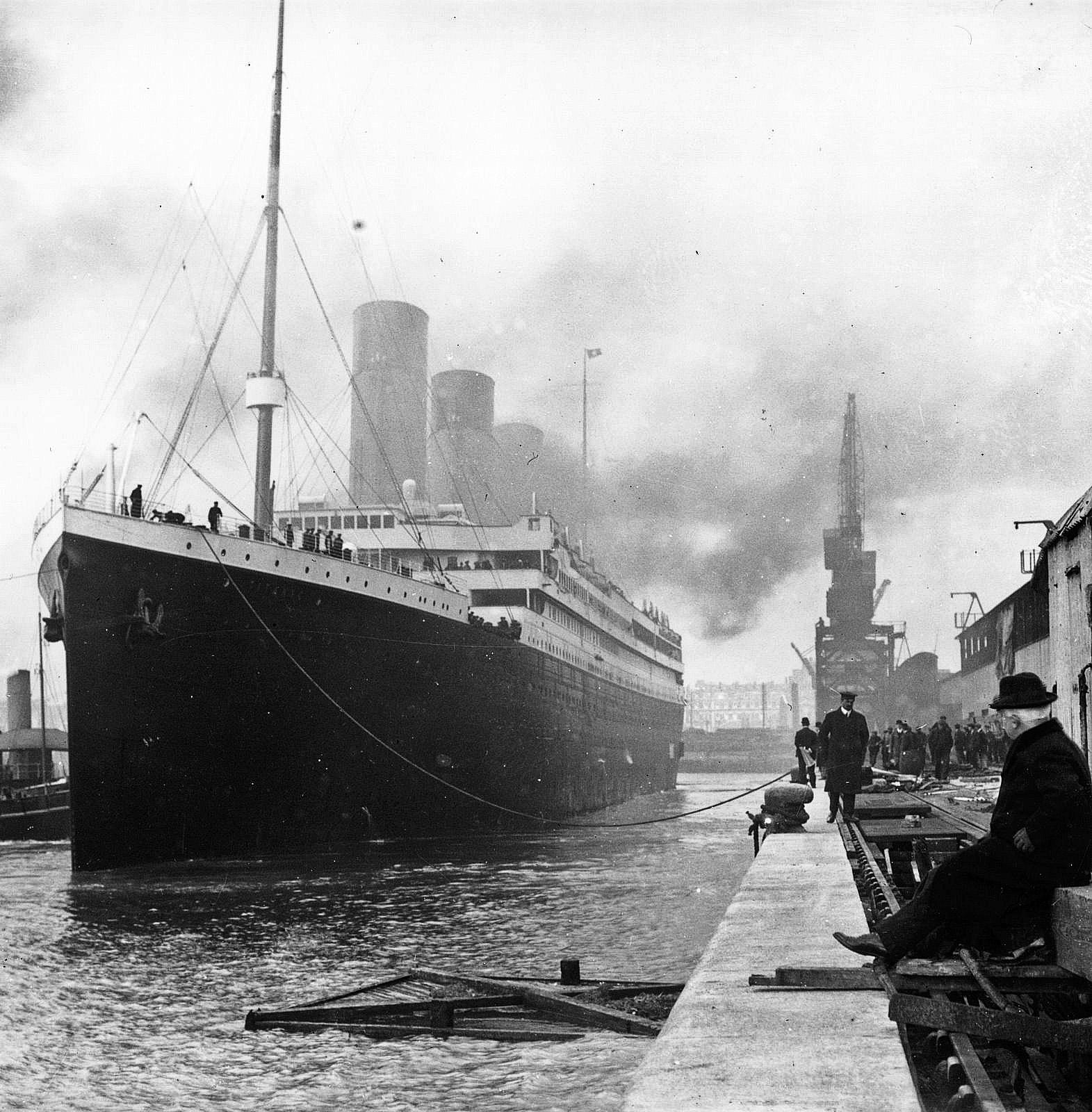
El en el puerto de Southampton, Inglaterra, poco tiempo antes de iniciar su viaje inaugural.

En 1910, el padre de Winnifred decidió emigrar de Inglaterra a Detroit para tener una mejor vida para su familia. Viajó solo, y más tarde mandaría atraer a su esposa e hijas cuando tenía la seguridad económica. A principios de 1912, Frederick informó que llevaría a su familia donde estaba él. Poco después su esposa reservó un pasaje para ella y sus dos hijas, pero se le notificó que había sido cancelado debido a una huelga de carbón, pero que iban a ser transferidas al Titanic, que zarparía el 10 de abril de  1912.

## A bordo del Titanic
Winnifred, junto con su madre y su hermana, se embarcó en el Titanic como pasajeros de segunda clase en Southampton. A pesar de la calma del mar, Winnifred estaba mareada durante los primeros cuatro días.
Winnifred recordó haber visto llorar a muchos sobrevivientes, incluso haber visto en el mar varios pasajeros que habían muerto en los botes salvavidas. El padre de Winnifred oyó la noticia del hundimiento del Titanic, pero recibió un mensaje donde decía que su esposa y sus hijas estaban a salvo. Él estaba en el muelle de Nueva York el 18 de abril, cuando el RMS Carpathia atracó. 
La madre de Winnifred murió en 1965, con 84 años, y su hermana, Phyllis, murió en 1954.

## Carrera y matrimonio
Winnifred abandonó la escuela después de graduarse en octavo grado. Trabajó en varios empleos incluyendo la realización de dulces y como vendedora.[cita requerida] En 1918, se reunió con un viejo amigo y los dos se casaron en 1923. Era un maestro carpintero, y durante su matrimonio tuvieron cinco hijos.

## Muerte
Falleció el 4 de julio de 2002 en East Lansing, Míchigan, a los 98 años. Fue una de los últimos cinco sobrevivientes en morir.[cita requerida]